# 消費生活バラエティ 金曜パラダイス
『消費生活バラエティ 金曜パラダイス』（しょうひせいかつバラエティ きんようパラダイス）は、2010年4月2日から2013年3月29日まで新潟放送（BSNテレビ）で毎週金曜日に放送されていた夕方ワイド番組。「ようこそ!『金曜パラダイス』へ!!」という出演者の挨拶で始まる。

## 概要
- 2010年4月2日より、『イブニング王国!』に代わるBSNテレビの夕方ワイド番組としてスタート。内容は前番組のそれを踏襲し、旅やグルメ、生活情報を伝える。
- 引き続き「視聴者参加型番組」のスタンスを継承し、それに対応したコーナーも設けられている。
  - これを象徴するかのように“町内の井戸端会議のような親しみやすい情報番組”をコンセプトとしているほか、キャスターは「金パラ町内会員」として出演する。
- 番組スタート当初は15:55からの放送開始だったが、2010年10月1日より15:50からの放送開始となった。
- 出演者は、MCはBSNテレビアナウンサーの水島知子と高橋知幸が務め、「特選!くちこみパラダイス」などのコーナーを担当する3人目のキャスターは喜谷知純、米澤和代、武内実江が交代で出演していたが、2011年4月8日より3人目のキャスターはBSNラジオパーソナリティーの山田かおりに固定され、MCは3人体制となった。
- 2012年3月に水島知子と愛恵が番組を卒業し4月から磯部恵美と整体師の中川喜和（VTR出演）が加わる。

## 出演者
特に脚注のない者はBSNテレビアナウンサー。
メインキャスター
- 高橋知幸
- 山田かおり（BSNラジオパーソナリティー）
- 磯部恵美（2012年4月6日 - ）

VTR出演
- 中川喜和（整体師）

ニュースキャスター
- 新保真徳
- 門脇瑛子

### 過去の出演者
- 喜谷知純
- 米澤和代
- 武内実江
- 水島知子（2012年3月まで）
- 愛恵（新潟お笑い集団NAMARA所属）（2012年3月まで）
- 近藤丈靖（2012年3月まで）

## 放送時間の変遷
- 2010年4月2日 - 9月24日：15:55 - 16:53（JST）
- 2010年10月1日 - 2013年3月29日：15:50:30 - 16:53（JST）

## 主なコーナー
○印は前番組から継続
- 金パラたなぼたクイズ
- 旬感!HAPPY LIFE（2011年4月8日〜）
- りんりんの突撃!おべんと探検隊
- よしかず先生の元気のツボ
- 金パラ グッドセレクション（紹介する商品はBSNラジオショッピングと同じものである。）
- 高橋知幸のお寺巡り えちご一会

## 過去のコーナー
- いい旅しようよ♪青空さんぽ
- おうちde楽しんぼ
- 特選!くちこみパラダイス
- 金パラ回覧板
- 水島知子の味わいおとな旅
- 近藤丈靖の仏の花道 - VTR映像のみ
- いただき 生鮮情報!
- 来て見てフジミ
- 幸せお取り寄せ